# Ingrid Andersen-Borell
Ingrid Maria Andersen-Borell, född 31 augusti 1882 i Stockholm, död 30 mars 1965 i Nyköping, var en svensk skådespelerska. Hon var dotter till Anton Jörgen Andersen. Från 1911 var hon gift med Tor Borell.

## Biografi
Ingrid Andersen studerade pianospel för Richard Andersson i Stockholm och Martin Knutzen i Oslo. 1902 blev hon elev vid Elin Svenssons teaterskola, studerade sedan scenkonst i Oslo för Bjørn Bergliot debuterade hon i oktober 1904 på Nationaltheatret som Signe i Bjørnstjerne Bjørnsons En fallit. 1905 återvände hon till Stockholm där hon samma år debuterade på Dramatiska teatern som Anette i Den gamla paviljongen. 1906-1913 var Ingrid Andersen anställd hos Albert Ranft, innehade kortare engagemang i Helsingfors 1914 och 1915 innan hon 1916 återkom till Ranft. 1916 och 1917 spelade hon på Blancheteatern, 1918 på Intima teatern samt 1922 och 1923 vid Gunnar Tolnæs turnéer. Ingrid Andersen-Borell reciterade även bland annat Grieg och Bergliots Bergliot för symfoniorkester och gjorde uppläsningar för Folkbildningsförbundet. Senare arbetade hon som lärare vid Stockholms borgarskola.
Bland hennes roller märks Clarcien i Hermann Sudermanns Sodoms undergång, Käthie i Wilhelm Meyer-Försters Gamla Heidelberg, Mary Turner i Bayard Veillers Inom lagens gränser, Gerd i Henrik Ibsens Brand, Gerda i August Strindbergs Oväder, Matilda i Enrico Annibale Buttis Lucifer och Estrid i Hjalmar Bergstrøms Lynggaard och compani.

## Teater

### Roller
| År   | Roll      | Produktion                                                                     | Regi        | Teater      |
| ---- | --------- | ------------------------------------------------------------------------------ | ----------- | ----------- |
| 1914 | Clairette | Hon – eller ingen (Une affaire scandaleuse) Paul Gavault och Maurice Ordonneau | Knut Nyblom | Vasateatern |